# 河合悦三
河合 悦三（かわい えつぞう、1903年6月29日-1966年8月20日）は、農民運動家。

## 来歴
兵庫県出身。京都帝国大学中退。筆名は名取文雄、木村荘之助。1926年に日本農民組合京滋連合会書記となり、日本共産党に入る。
1927年にモスクワのコミンテルン本部に派遣され、27年テーゼの作成に参加。戦後、日本農民組合中央委員を務め、著述をなした。

## 著書
- 『インフレーションの経済学』名取文雄 同人社 1933年
- 『日本小作制度論 日本に於ける小作制度の本質究明』木村荘之助 叢文閣 1936年
- 『日本農業生産力の前途 日本は食糧を自給し得るか』大雅堂 1947年
- 『農業技術と農業革命』大雅堂 1948年
- 『農村の生活 農地改革前後』岩波新書 1952年
- 『農業問題入門』岩波新書 1953年
- 『日本の農業と農民』岩波新書 1956年
- 『労働者と農民』三一新書 1959年
- 『農業と農民はどうなるか』岩波新書 1962年

編著
- 『農業農民問題講座』全3巻 編著 大月書店 1954-55年

## 注
1. ↑  日本人名大辞典